# جوزيف باركر جونيور
جوزيف باركر جونيور (بالإنجليزية: Joseph Parker, Jr.)‏ هو طبيب أمريكي، ولد في 20 نوفمبر 1916، وتوفي في 27 سبتمبر 2012.